# Hoy como ayer
"Hoy como ayer" es una canción interpretada por la banda mexicana de saxo norteño Conjunto Primavera. Lanzada en 2005 como el primer sencillo del álbum del mismo nombre, la canción se convirtió en su primer sencillo número uno en la lista Billboard Top Latin Songs, además de alcanzar el número uno en la lista Billboard Regional Mexican Airplay.
La canción debutó en la lista Billboard Regional Mexican Songs el 29 de enero de 2005 en el número 34 y subió al top cinco de la lista dos semanas después.   "Hoy Como Ayer" alcanzó el número uno el 26 de febrero de 2005 durante una semana y luego pasó dos semanas consecutivas en el número uno.  La canción recibió un premio Lo Nuestro y un premio Billboard de la Música Latina como "Canción Regional Mexicana del Año" en 2006.

## Rendimiento gráfico
| Lista (2005)                                    | Mejor posición |
| ----------------------------------------------- | -------------- |
| Estados Unidos (Billboard Top Latin Songs)      | 1              |
| Estados Unidos Billboard Regional Mexican Songs | 1              |